# Comuna Koneck
Comuna Koneck este o comună (în poloneză: gmina) rurală în powiat Aleksandrów, voievodatul Cuiavia și Pomerania, Polonia.
Comuna acoperă o suprafață de 68,13 km² și are, potrivit datelor din anul 2006, o populație de 3.368.